# Come un uomo sulla terra
Pour plus de détails, voir Fiche technique et Distribution.
Come un uomo sulla terra (titre français : Comme un homme sur la terre) est un film documentaire italien réalisé par Andrea Segre, sorti en 2008.

## Synopsis
Laissant la parole aux réfugiés éthiopiens de Rome, le film donne un aperçu de la manière brutale avec laquelle la Libye, soutenue par des fonds italiens et européens, exerce un contrôle sur les flux de migrations africaines vers l’Europe. Come un uomo sulla terra est un voyage digne et douloureux à travers les souvenirs d’inimaginable souffrance qu’exprime Dagmawi Yimer et qui dénoncent une situation politique manifestement désespérée.

## Fiche technique
- Titre : Come un uomo sulla terra
- Titre français : Comme un homme sur la terre
- Réalisation : Andrea Segre, Dagmawi Yimer, Riccardo Biadene
- Scénario : Andrea Segre, Dagmawi Yimer, Riccardo Biadene
- Image : Andrea Segre
- Son : Riccardo Spagnol
- Musique : Piccola Bottega Baltazar
- Montage : Luca Manes
- Production : Asinitas Onlus, Zalab